# 高成山
高成山（1922年—1951年），男，直隶（今河北）易县人，中国人民志愿军一级英雄、特等功臣。